# Prostitution à Bahreïn

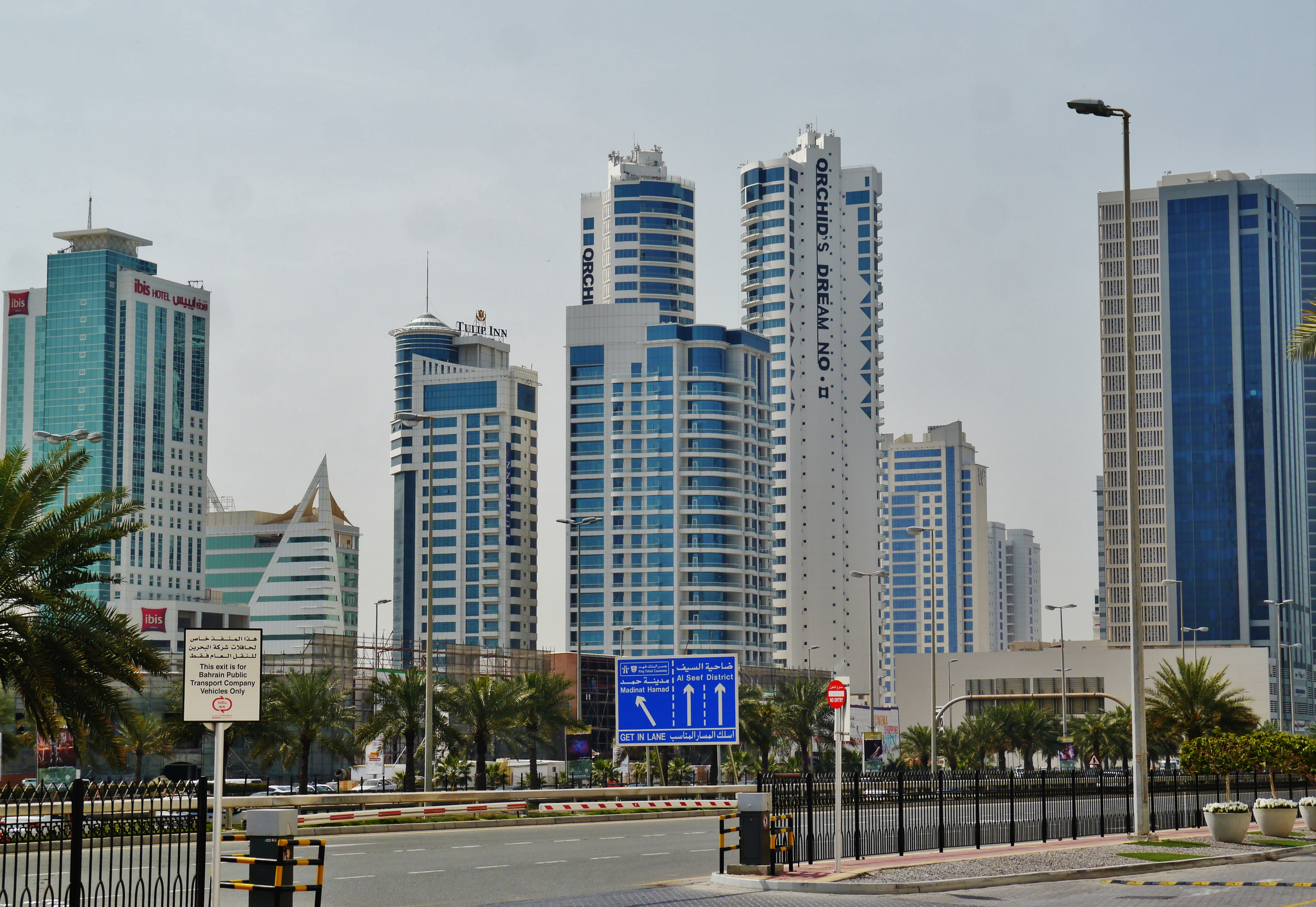
La capitale de l'émirat, Manama, concentre, avec le développement économique et touristique, la majorité de l'activité sexuelle du territoire.

La prostitution à Bahreïn est illégale, mais elle a acquis une réputation au Moyen-Orient en tant que destination majeure pour le tourisme sexuel.
La Bahrain Youth Society for Human Rights a signalé en 2007 qu'il y avait plus de 13 500 prostituées dans le pays et que leur nombre était en augmentation.
Le trafic sexuel est un problème dans le pays.
Le bloc conservateur bahreïnien Al Asala a cherché à freiner la prostitution en interdisant l’entrée des femmes dans certains pays, mais sa proposition a échoué, car on craignait que les relations diplomatiques de Bahreïn avec les pays ciblés par la campagne anti-prostitution d’Al Asala ne se détériorent.
Selon le Département d’État américain, des femmes et des hommes originaires d’Asie du Sud et d’Asie centrale, d’Asie de l’Est, d’Afrique de l’Est et de l’Ouest, d’Ouzbékistan et d’autres pays sont victimes de travail forcé et de trafic sexuel à Bahreïn.

## Aperçu
La prostitution est courante, en particulier à Manama,. La majeure partie de la prostitution a lieu dans les bars et les hôtels, mais certaines prostituées, principalement russes et d’Asie centrale, attirent les clients dans les centres commerciaux. Il existe aussi de la prostitution de rue. À Bahreïn, la prostitution est organisée. La plupart des prostituées sont étrangères: russes, thaïlandaises, philippines, éthiopiennes, bangladaises et chinoises. Les femmes kenyanes sont également connues pour se livrer à la prostitution. Chaque hôtel ou bar a tendance à avoir une nationalité de prostituées: Un hôtel du quartier d'Al Jaffir dispose de bars à différents niveaux, chaque niveau « proposant » une nationalité spécifique de prostituée. Des prostituées philippines et chinoises travaillent dans des bars sur le thème de l'outback australien. Dans certains hôtels, les femmes vont frapper à la porte des clients tard dans la nuit à la recherche de clients. La population chiite majoritaire de Bahreïn s'oppose à l'alcool et à la prostitution. Des projets de loi visant à interdire l'alcool ont été adoptés par le parlement dirigé par les chiites, mais révoqués par le Conseil de la Choura de Bahreïn dirigé par les sunnites. Les hôtels et les bars tolèrent les prostituées car cela attire des clients masculins et augmente les ventes d'alcool. 
Beaucoup de clients sont des Saoudiens qui se rendent à Bahreïn où les lois sont beaucoup moins strictes que dans leur pays d'origine, en particulier en ce qui concerne le sexe et l'alcool,,.

### Ville du péché
En 2009, Manama a été placé au numéro 8 dans le top 10 des «villes du péché» du monde par le magazine AskMen,. Cela a provoqué une répression au cours de laquelle 300 prostituées et proxénètes ont été arrêtés au cours de la première semaine, et le bloc parlementaire Al Asalah a proposé que le pays cesse de délivrer des visas aux femmes russes, thaïlandaises, éthiopiennes et chinoises pour empêcher les prostituées d'entrer dans le pays. La proposition n'a finalement pas été adoptée.

## Situation juridique
La prostitution et les activités connexes sont interdites par le Code pénal de Bahreïn.
La Direction des enquêtes criminelles du ministère de l'Intérieur et le Conseil municipal du gouvernement de la capitale effectuent des descentes dans les appartements ou les hôtels s'il y a des plaintes d'« activités illégales » de la part des voisins.
Les tribunaux peuvent émettre des ordres d'expulsion contre des prostituées étrangères en cas de condamnation ou si cela est dans l'« intérêt public ». En 2016, le député bahreïnien Jamal Dawood a proposé que les non-Bahreïniens pris dans des affaires de prostitution soient immédiatement expulsés et bannis du pays à vie. La proposition a été rejetée car elle serait contraire aux droits de l'homme. La majorité des députés ont soutenu la décision de la commission et rejeté la proposition de Dawood.
La loi sur les étrangers de Bahreïn autorise les agents de l'immigration à refuser l'entrée sur le territoire à des personnes reconnues coupables de délits commis ailleurs, notamment de prostitution. Elles peuvent également se voir refuser l'entrée sur le territoire pour des « raisons de santé » non spécifiées.

## History
La prostitution est pratiquée à Bahreïn depuis de nombreuses années.
Après la Première Guerre mondiale, de nombreux travailleurs étrangers, en particulier d'Iran, d'Irak et d'Inde, sont venus dans le pays et y ont alimenté la demande de prostitution. Il y avait deux zones désignées pour les lupanars : l'une à Gulba, à l'ouest de Manama et l'autre à Muharraq. Les prostituées, hommes et femmes, travaillaient dans ces lupanars. En 1937, il fut décrété que les prostituées ne pouvaient vivre et travailler que dans ces zones, toute activité en dehors de ces zones devait être proscrite. La plupart des femmes prostituées venaient d'Iran, d’Irak et d’Oman, et étaient connues sous le nom de «filles du vent» ou de «filles de l’amour». Les hommes prostitués étaient principalement des garçons omanais. Il y avait aussi des femmes bahreïniennes qui étaient les enfants d’anciens esclaves qui travaillaient également dans ces régions. Ces deux zones chaudes ont économiquement décliné dans les années 1970, avec la construction d'hôtels et la prostitution se répandant dans les hôtels.
La nationalité des prostituées a changé au cours des années 1980 et 1990. Au cours des années 1980, on pouvait voir des femmes philippines se prostituer. Des Sri-Lankaises étaient disponibles dans certaines rues de divers quartiers de Manama. Il existe également une rue principale à Adliya, communément appelée le « marché de la viande », où les Philippines se promènent la nuit. De nouvelles nationalités de prostituées ont été observées au cours des années 1990. Depuis la chute du communisme, des femmes ex-soviétiques se sont lancées dans la prostitution.
Après l'ouverture de la chaussée du roi Fahd en 1986, de nombreux Saoudiens sont venus dans le pays en raison de son attitude plus détendue à l'égard du sexe et de l'alcool. Les visiteurs saoudiens qui voulaient «faire la fête», ont considérablement fait augmenter la demande en prostitution.
Des prostituées de différentes nationalités sont venues dans le pays à différentes époques. Après l'effondrement du communisme, des prostituées russes sont arrivées dans le pays, et en 1996, des Bosniaques sont arrivées. Des femmes russes étaient disponibles dans certains des restaurants d'hôtels coûteux fréquentés par les Saoudiens, et à l'extérieur des hôtels deux et trois étoiles et d'autres restaurants fréquentés par d'autres touristes.

## Trafic sexuel
Bahreïn est un pays de destination pour les femmes victimes de trafic sexuel, principalement du Bangladesh, d'Inde, du Pakistan, des Philippines, du Népal, d'Égypte, de Jordanie, du Yémen, de Thaïlande, de Syrie et du Kenya.
En 2015, le gouvernement a condamné 17 trafiquants sexuels et leur a imposé des peines de prison de 10 ans plus des amendes et une expulsion de territoire. Les responsables ont signalé que trois employés du gouvernement auraient été complices de crimes potentiels liés à la traite. Les médias ont rapporté l'arrestation de deux policiers pour leur rôle dans le trafic sexuel de femmes étrangères.
Deux femmes russes ont été expulsées de Bahreïn vers la Russie en 2016 pour leur implication dans un réseau de trafic sexuel. Elles ont attiré des femmes de l'Oural vers Bahreïn entre 2011 et 2016 avec des promesses de travail. Une fois sur place, elles ont été contraintes à la prostitution. L'une des femmes a été condamnée à une peine de six ans de prison pour trafic de 23 femmes à Bahreïn à des fins de prostitution, par les tribunaux russes, en juin 2017.
Le Bureau de surveillance et de lutte contre la traite des personnes du département d'État des États-Unis classe Bahreïn comme un pays de « niveau 1 ».